# Édouard Mathé
Édouard Mathé (Courbevoie, 1886 – Bruxelles, 1934) è stato un attore francese, molto popolare all'epoca del muto.

## Biografia
Nato in Australia nel 1886, Édouard Mathé fu una presenza costante nei film di Louis Feuillade con cui esordì in L'Hôtel de la gare nel 1914. Nella sua carriera, durata una decina d'anni, dal 1914 al 1924, recitò in oltre sessanta film. Ha ricoperto il ruolo del giornalista Philippe Guérande, protagonista del serial Les Vampires e quello di Roger de Tremeuse in Judex.

## Filmografia
- L'Hôtel de la gare, regia di Louis Feuillade (1914)
- Son or, regia di Louis Feuillade (1915)
- Les Vampires, regia di Louis Feuillade (1915)
- Les Vampires: La Tête coupée, regia di Louis Feuillade  (1915)
- Les Vampires: La Bague qui tue, regia di Louis Feuillade (1915)
- Les Vampires: Le Cryptogramme rouge, regia di Louis Feuillade (1915)
- Suzanne, professeur de flirt, regia di René Hervil e Louis Mercanton (1916)
- Le Pied qui étreint, regia di Jacques Feyder (1916)
- C'est pour les orphelins, regia di Louis Feuillade (1916)
- Les Vampires: Le Spectre, regia di Louis Feuillade (1916)
- Les Vampires: L'Evasion du mort, regia di Louis Feuillade  (1916)
- Les Vampires: Les Yeux qui fascinent, regia di Louis Feuillade  (1916)
- Le Colonel Bontemps, regia di Louis Feuillade (1916)
- Les Vampires: Satanas, regia di Louis Feuillade  (1916)
- Les Vampires: Le Maître de la foundre, regia di Louis Feuillade  (1916)
- Les Mariés d'un jour, regia di Louis Feuillade (1916)
- Les Vampires: L'Homme des poisons, regia di Louis Feuillade (1916)
- Les Vampires: Les Noces sanglantes, regia di Louis Feuillade  (1916)
- Les Fourberies de Pingouin, regia di Louis Feuillade (1916)
- Judex, regia di Louis Feuillade (1916)
- C'est pour les orphelins, regia di Louis Feuillade (1916)
- L'Engrenage, regia di Louis Feuillade (1919)
- Le nègre du rapide numéro 13, regia di Joseph Mandement (1923)